# آنا أندرسون
تقدمت أنا أندرسون أحد أفضل المحتالين المعروفين (منذ 16 ديسمبر عام 1896 حتى 12 فبراير عام 1984) وأدعت أنها الدوقة أناستاسيا نيكولايفنا من روسيا. أناستاسيا الحقيقية هي الأبنة الصغرى لأخر أمبراطور «نيقولا الثاني» وزوجة الأمبراطور «ألكسندرا»، قد قتلت مع والديها وأخواتها في 17 يوليو عام 1918 من قبل الثوار الشيوعيين في ييكاتيرينبرغ في روسيا، ولكن لم يعرف مكان دفت جثتها حتي عام 2008.
في عام 1920 ميلادي انتقلت أندرسون إلى مستشفى الأمراض العقلية بعد محاولة انتحارها في برلين. في البداية أطلقت على نفسها اسم Fräulein Unbekannt (تعني في الألمانية الملكة غير المعروفة) ورفضت الكشف عن هويتها. لاحقاً استخدمت اسم Tschaikovsky ثم اسم أندرسون. في مارس عام 1922, ادعت أن أندرسون هي الدوقة الروسية وحظيت باهتمام كبير من الجمهور في البداية. قال معظم أعضاء عائلة الدوقة أناستاسيا والذين يعرفونها وبما في ذلك معلم العائلة الملكية القاضي «بيير جيلارد»، أن أندرسون محتالة ولكن البعض الأخر كان مقتنع أنها الدوقة أناستاسيا. في عام 1927 أثبت التحقيق الخاص الذي قام بتمويلة شقيق زوجة الأمبراطول «أرنست لويس» دوق هيسن، أن اندرسون هي فرانشيسكا شانتسكوسكا عاملة بمصنع بولندي ولديها تاريخ مع المرض العقلي. بعد دعوى قضائية أستمرت لعدة سنوات، حكمت المحكمة بفشل أندرسون في أثبات أنها الدوقة أناستاسيا، ولكن بسبب التغطية الأعلامية، أكتسبت مزاعمها سمعة سيئة.
بين عام 1922 وعام 1968 عاشت أندرسون في ألمانيا والولايات المتحدة في دور الرعاية والمصحات، بما في ذلك طلب اللجوء السياسي التي قدمتة فيما لا يقل عن مرة واحده. هاجرت إلي الولايات المتحدة في عام 1968, وقبل أنتهاء تأشيرتها بقليل تزوجت جاك مانهان، أستاذ التاريخ في جامعة فيرجينيا الذي كان يتيم وبأنة " ربما يكون أفضل وأحب رجل غريب الأطوار في شارلوتسفيل ". عند وفاتها في عام 1984, تم حرق جثة أندرسون ودفن رمادها في مدفن كنيسة في قلعة سيون في ألمانيا. بعد ثورة 1989 وأنهيار الشيوعية في الأتحاد السوفيتي، تم الكشف عن مواقع جثث الأمبراطور الروسي نيقولا الثاني وزوجتة وجميع أطفالهم الخمس، وأكدت مختبرات عديدة من بلدان مختلفة هويتهم من خلال أختبار الحمض النووي DNA. أظهرت أختبارات الحمض النووي DNA التي أجريت على خصلة من شعر أندرسون وبعض العينات الطبية من الأنسجة الحية، أن الحمض النووي DNA لأندرسون لم يتطابق مع الحمض النووي للأسرة الملكية الثانية والأخيرة في حكم روسيا " الرومانوف أو لأقارب الرومانوف  الذين لا يزالو على قيد الحياة. عوضاً عن ذلك تطابق الحمض النووي للمتقدرات لأندرسون مع كارل نوتشر، وهو الأبن الأكبر لشقيق فرنشيسكا سكانزكواسكا. معظم العلماء والمؤرخين والصحفيين الذين ناقشوا القضية أقروا أن أندرسون وسكانزكواسكا هما شخص واحد.
في عام 1933 أقدمت على الانتحار بإلقاء نفسها في أحد الأنهار في لندن ولكن تم انقاذها من الموت.
عانت من فقدان الذاكرة ولكنها بدأت تتذكر بعض من الإحداث التي تحيط بالعائلة الإمبراطورية الروسية أسرة رومانوف وأخيرا اعلنت انها هي الاميره الهاربة آناستازيا.
ذهبت لزيارة 12 شخص من أقربائها النبلاء ولكنهم انكروا بالإجماع بانها آناستازيا. وعلقوا بأنه لا يمكن للشبه الذي بينهم أن يكون هو الدليل القاطع بأنها الهاربة سليلة ووريثة روسيا القيصرية.
أيضا ذكرت بعض التقارير بأن آنا اندرسون عندما تم انقاذها عند محاولة انتحارها في لندن وجدت آثار رصاصات على جانبها. دخلت في صراعات قضائية طويلة عام 1970 ولكن انتهت المحاكمة بعد سماع المئات من الشهود ومراجعة كميات ضخمة من الملفات والوثائق التاريخية بأن آنا اندرسون قطعا ليست هي الأميرة آناستازيا رومانوف.
توفيت عام 1984 وتم إجراء فحوصات DNA في عام 1994 وتمت مطابقتها مع عينات لأقارب الأسرة القيصرية ولم تتطابق أي من العينات مع الفحص الذي اجري لها. وقيل لاحقا انها ابنة لأحد عمال المناجم في بولندا.
في سنه 1995 تم إجراء تحليل لمطابقة تقاسيم الوجه والجمجمة لآنا اندرسون والأميره أناستاسيا وكانت مطابقة وإيجابية ولكن البحوث الجينيه هي الأكثر دقة.

## روابط خارجية
- آنا أندرسون على موقع الموسوعة البريطانية (الإنجليزية)
- آنا أندرسون على موقع مونزينجر (الألمانية)